# Nossa Senhora Medianeira (Santa Maria)
Nossa Senhora Medianeira és un barri de la ciutat brasilera de Santa Maria, Rio Grande do Sul. El barri està situat al districte de Sede.

## Villas
El barri amb les següents villas: Condomínio Madre Paulina, Medianeira, Vila Bazzégio, Vila Cândida Vargas, Vila Esperança, Vila Imembuí, Vila Mariana, Vila Medianeira.

## Galeria de fotos

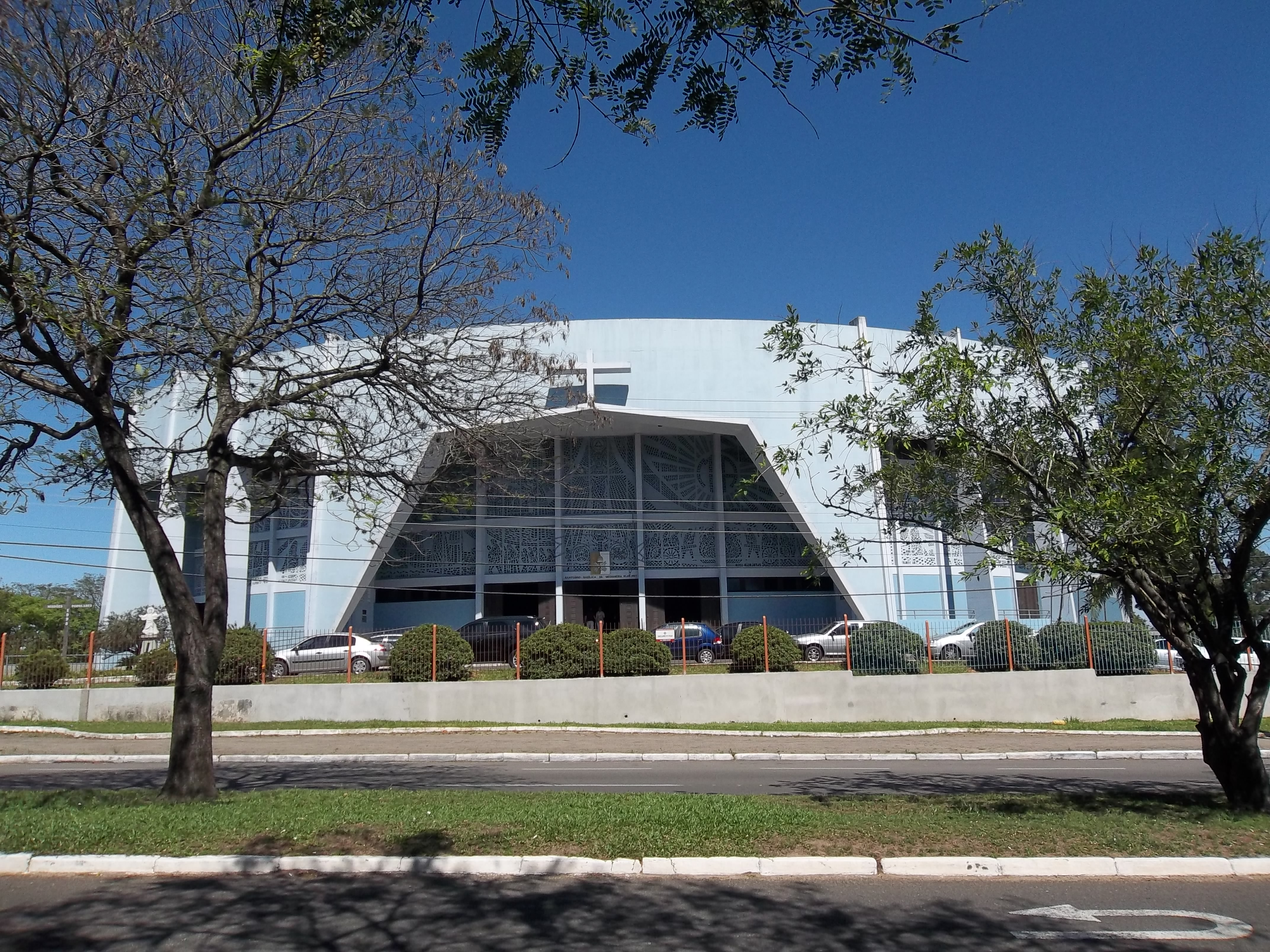

| Nossa Senhora de Fátima Duque de Caxias | Nossa Senhora de Fátima / Centro      | Nonoai                           |
| Duque de Caxias Uglione                 |                                       | Nonoai Nossa Senhora de Lourdes  |
| Uglione                                 | Uglione / Urlândia / Dom Antônio Reis | Nossa Senhora de Lourdes Cerrito |